# جامعة تيكيو
جامعة تيكيو (باليابانية: 帝京大学، بالروماجي: teikyō daigaku) هي جامعة خاصة يقع مقرها الرئيسي في حي إتاباشي في طوكيو عاصمة اليابان، تأسست سنة 1931 باسم «أعدادية تيكيو التجارية»، ثم تحولت إلى جامعة عام 1966، تنتمي إلى مجموعة تيكيو التعليمية متعددة الجنسيات والتي تدير مرافق أخرى للتبادل اللغوي والثقافي لطلاب البكالوريوس في عدة بلدان.
تتكون الجامعة من عشر منشآت جامعية، كلية متوسطة واحدة وعشر معاهد للدراسات العليا، لها خمسة مواقع في اليابان وعدد من الممثليات في الخارج التي توفر منح دراسية خارجية لطلاب اليابان، بالإضافة إلى توجيه التعليم لليابانيين المقيمين في تلك الأماكن، إجمالي عدد الطلاب المسجلين فيها يبلغ حوالي 20,000 طالب، على الرغم من أن المقر الرئيسي للجامعة هو حرم إيتاباشي لكن أغلب الطلاب حوالي 17,000 طالب ملتحقين في حرم هاتشيوجي غرب طوكيو.
في تصنيفات عام 2019 و2020 التي تجريها مجلة تايمز للتعليم العالي حلت جامعة تيكيو في المركز 78 في آسيا، وبين أفضل 501-600 جامعة في العالم.
تحتل مركز بين 801-1000 عالميًا في إحصاء عام 2021، وبين 121-130 على مستوى اليابان.

## المواقع والحرم الدراسي

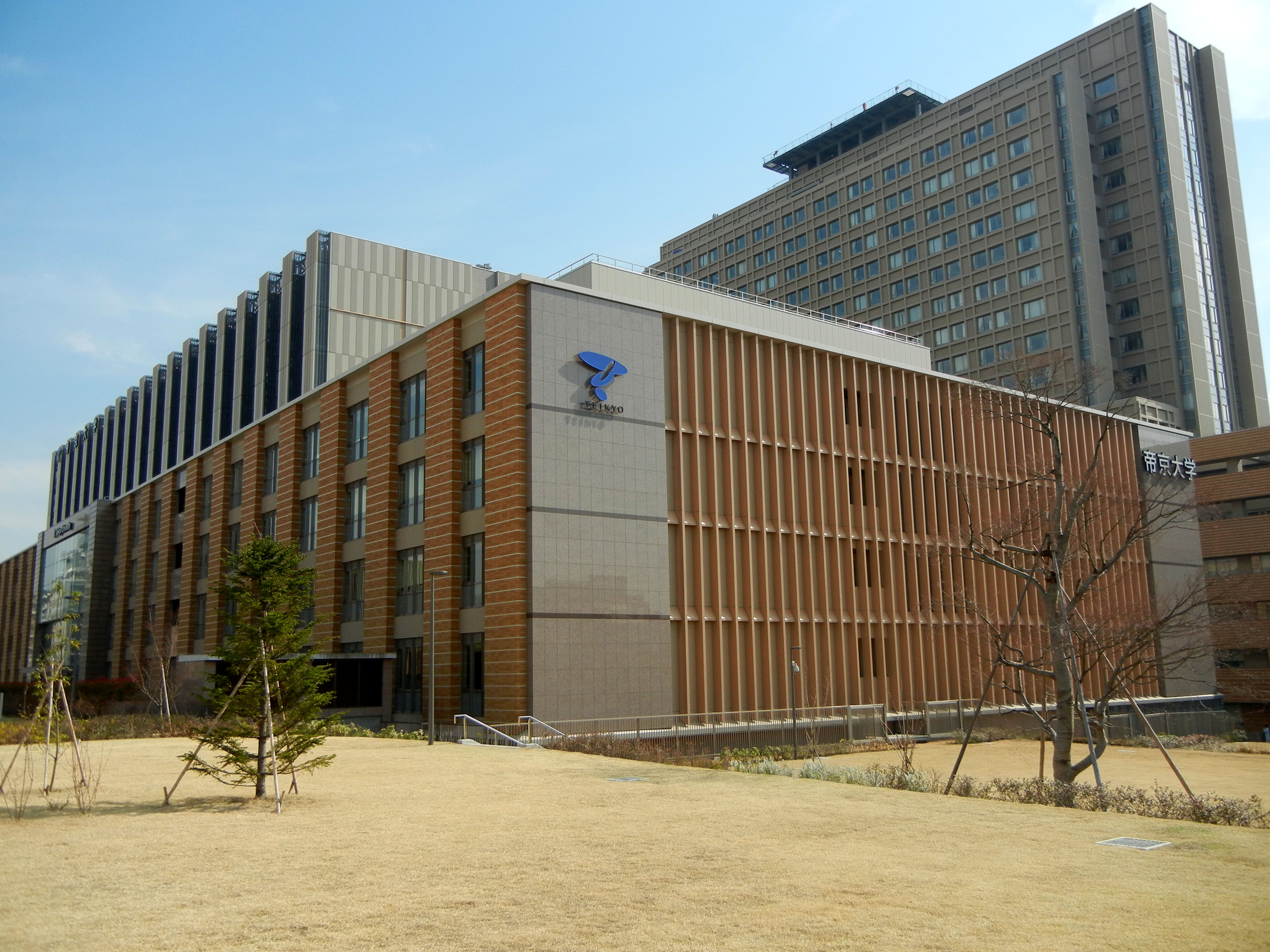
حرم جامعة تيكيو في إيتاباشي.

### المواقع في اليابان
- حرم إتاباشي - (إتاباشي، طوكيو).
- حرم هاتشيوجي - (هاتشيجو، طوكيو)، يشمل الكلية المتوسطة ومعهد دراسة عليا.
- حرم ساغاميكو - (ساغاميكو ماتشي، كاناغاوا).
- حرم أوتسونوميا - (أوتسونوميا، توتشيغي).
- حرم فوكوكا - (أوموتا، فوكوكا).

### المواقع خارج اليابان
- جامعة تيكيو اليابانية في حرم درم - ضمن جامعة درم، المملكة المتحدة.
- حرم جامعة تيكيو في برلين - برلين، ألمانيا.

### مواقع سابقة
- جامعة تيكيو-سليم - في سالم فيرجينيا الغربية، الولايات المتحدة (1990-2002).
- جامعة تيكيو مرتفعات لوريتو - في دينفر، كولورادو، الولايات المتحدة (1989-2017).
- جامعة تيكيو بوست - واتربوري، الولايات المتحدة (1990-2004).
- جامعة تيكيو هولندا - ماستريخت، هولندا (1991-2007).
- جامعة تيكيو ماريكريست - جامعة ماريكريست الدولية (أغلقت)، في دايفنبوست، أيوا، الولايات المتحدة (1990-2002).
- جامعة تيكيو ويستمار - لي مارس، ايوا، الولايات المتحدة (1990-1995).

بالإضافة إلى مدرسة الصحة العامة في جامعة هارفارد ومدرسة جامعة تيكيو الطبية اللتان تم دمجهما تحت اسم «برنامج تيكيو-هارفرد» بدأ عام 1993، كما لها إرتباط مع جامعة أوكسفورد.

### الأقسام
توفر الجامعة إختصاصات عديدة في الطب والإنسانيات والعلوم والتكنولوجيا، باللإضافة إلى الأقتصاد، كما تشمل مراكز تدريب متفرقة مثل المحكمة الإفتراضية وإستوديو إعلامي ومركز تدريب على رعاية الأطفال بالإضافة إلى محاكي طيران ثلاثي الأبعاد.

## أبرز المتخرجين منها
- ريوكو تاني - لاعبة جودو وحاصلة على مدياليات ذهبية (درست فيها الأدب).
- إيميتسو أراي [الإنجليزية] - عمدة فوكايا.
- توغي ماكابي [الإنجليزية] - مصارع محترف.
- شوتا هوري [الإنجليزية] - لاعب رغبي.
- كارلوس يولو [الإنجليزية] - لاعب جمباز فني، حاصل على ميدالية ذهبية.
- أيومي أويكوسا [الإنجليزية]- لاعبة كاراتيه يابانية.
- رولاند [الإنجليزية] - مقدم برامج وشخصية تلفزيونية.

## رياضات جامعية

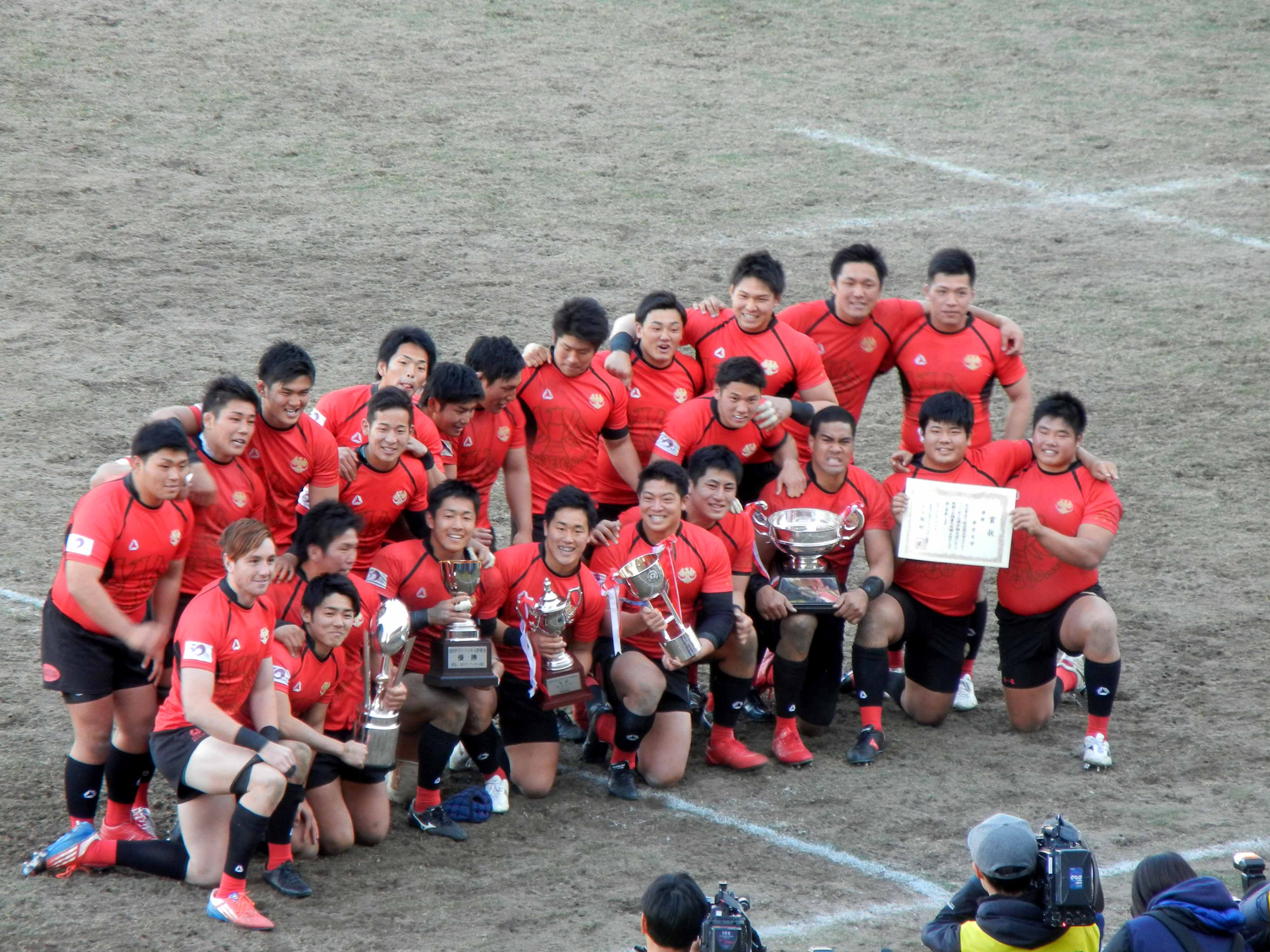
فريق جامعة تيكيو للرغبي أثناء فوزه في بطولة الجامعات اليابانية عام 2016.

في عام 1970، أسست جامعة تيكيو نادي الرغبي المشهور الخاص بها، منذ عام 2008، قدمت كلية الرغبي أداء بارزة على مستوى الجامعات المحلية وخارجها، وحافظت الجامعة على مركز «البطل» بالرياضة في «بطولة الجامعات اليابانية كافة» في كل المواسم بين عامي 2009 وحتى 2017.

## طالع أيضًا
- جامعة هيروشيما
- جامعة تسودا
- جامعة نيبون لعلوم الرياضة
- التعليم العالي في اليابان

## روابط خارجية
- جامعة تيكيو حرم برلين
- جامعة تيكيو اليابانية في درم